# Opowieść atlantycka
Opowieść atlantycka – polski film polityczny z 1954 roku, w reżyserii Wandy Jakubowskiej. Pierwowzorem scenariusza do filmu było opowiadanie autorstwa Mirosława Żuławskiego pt. Wał atlantycki.

## Opis fabuły
Trzynastoletni Francuz o imieniu Bernard zaprzyjaźnia się z Gastonem, wychowankiem miejscowego drwala. W zdewastowanym bunkrze niemieckim odkrywają poturbowanego fizycznie i psychicznie przez wojnę żołnierza Legii Cudzoziemskiej. Żołnierz walczył w Indochinach, pacyfikował Wietnamczyków, ale uciekł stamtąd, bo nie chce więcej brać udziału w tej "brudnej wojnie", nie chce więcej zabijać.Bernard dopiero teraz zdaje sobie sprawę, co robią w Indochinach żołnierze francuscy, wśród których kiedyś znajdował się jego wuj. Kończą się wakacje. Bernard wraz z rodzicami wraca do Paryża. Mijają kolumny amerykańskich czołgów i strajkujących francuskich robotników. Jest wśród nich były legionista i wuj Gastona.

## Obsada aktorska
- Damian Damięcki (Bernard Olivier)
- Michał Bustamante (Gaston Blachier)
- Mieczysław Stoor (Gerhard Schmidt)
- Henryk Szletyński (ojciec Bernarda)
- Renata Kossobudzka (matka Bernarda)

Opracowanie Wersji Polskiej: Start International Polska